# بنفشه‌ای معمولی

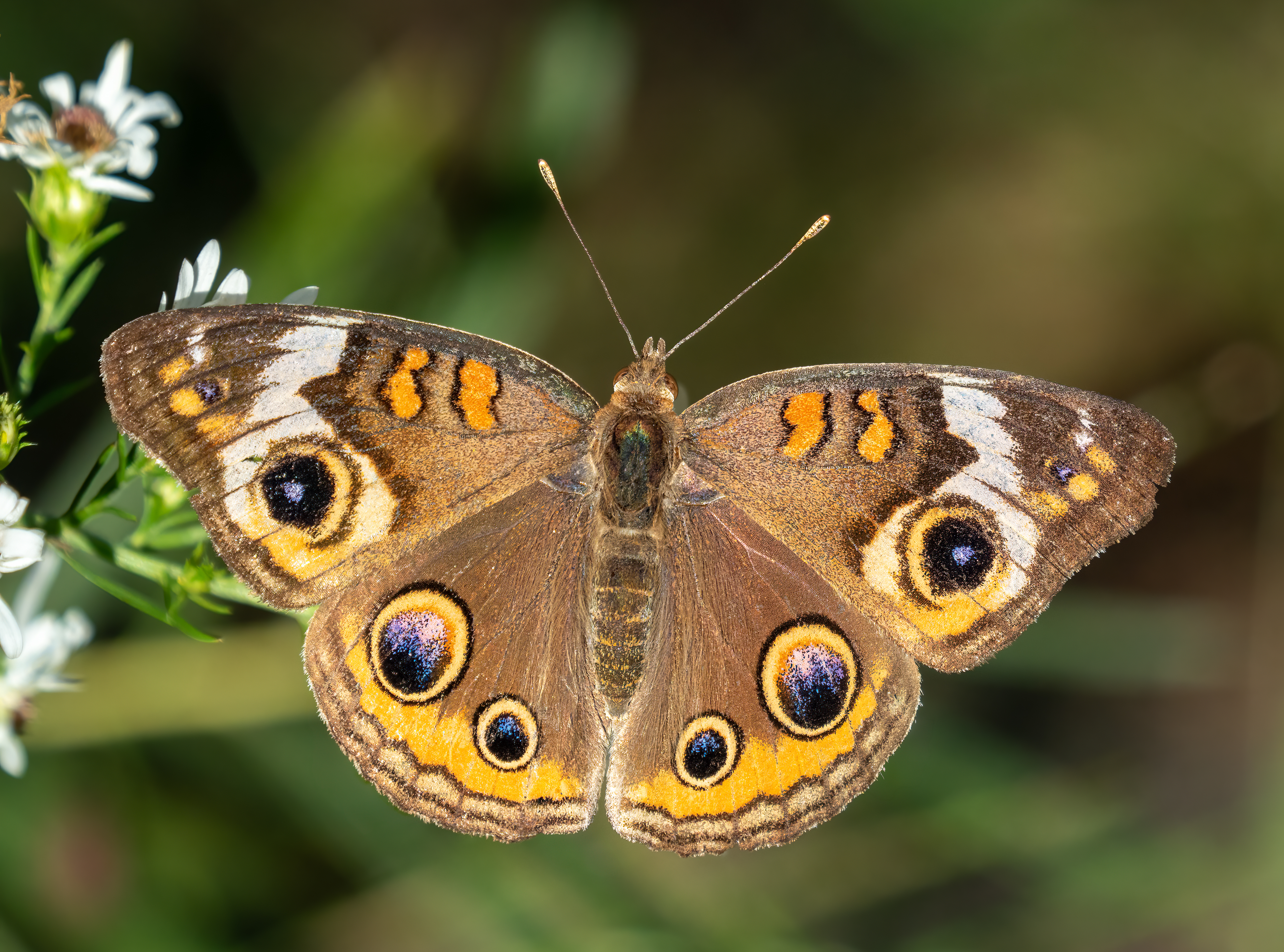
نگاره‌ای از یک پروانهٔ بنفشه‌ای معمولی در پارکی جنگلی در شهر ایندیاناپلیس، ایالت ایندیانا، ایالات متحده آمریکا.

بنفشه‌ای معمولی با (نام علمی: Junonia coenia)، از خانوادهٔ پروانه‌های بنفشه‌ای و از تیرهٔ دوشیزه‌پروانگان است.
این پروانه معمولاً در باغ‌های مناطق گرمسیری و نیمه‌گرمسیری یافت می‌شود.